# Belgian Juniors 2008
Das Belgian Juniors der Saison 2008/2009 als bedeutendstes internationales Nachwuchsturnier von Belgien im Badminton fand vom 9. bis zum 11. Januar 2009 statt.

## Sieger und Platzierte
| Disziplin    | Gold                               | Silber                          | Bronze                             |
| ------------ | ---------------------------------- | ------------------------------- | ---------------------------------- |
| Herreneinzel | Alexandre Françoise                | Matevž Bajuk                    | Maxime Michel                      |
| Herreneinzel | Alexandre Françoise                | Matevž Bajuk                    | Martin Campbell                    |
| Dameneinzel  | Lianne Tan                         | Kirsty Gilmour                  | Adéla Molnáriová                   |
| Dameneinzel  | Lianne Tan                         | Kirsty Gilmour                  | Lucie Havlová                      |
| Herrendoppel | Martin Campbell Angus Gilmour      | Paul Demmelmayer Bernd Thormann | Vladimir Rusin Ilya Zhdanov        |
| Herrendoppel | Martin Campbell Angus Gilmour      | Paul Demmelmayer Bernd Thormann | Matevž Bajuk Matthias Bertsch      |
| Damendoppel  | Elisabeth Baldauf Belinda Heber    | Kaity Hall Catriona Lawlor      | Lisa McMullen Gillian Sloan        |
| Damendoppel  | Elisabeth Baldauf Belinda Heber    | Kaity Hall Catriona Lawlor      | Eliška Maixnerová Adéla Molnáriová |
| Mixed        | Alexandre Françoise Marie Maunoury | Patrick Lundqvist Amanda Wallin | Paul Demmelmayer Belinda Heber     |
| Mixed        | Alexandre Françoise Marie Maunoury | Patrick Lundqvist Amanda Wallin | Matthias Bertsch Elisabeth Baldauf |